# Bocydium germarii
Bocydium germarii (лат.) — вид горбаток рода Bocydium из подсемейства Stegaspidinae (Membracidae).

## Распространение
Неотропика.

## Описание
Мелкие равнокрылые насекомые (около 5 мм) с большим разветвлённым спинным отростком на груди. От близких видов отличается следующими признаками: центральная ножка переднеспинки короткая, примерно равна высоте головы; боковая ветвь перпендикулярна центральной ножке переднеспинки при виде спереди; верхушка центральной вертикальной ножки переднеспинки тонкая, не луковичная.